# كاميلو هينريكز
كاميلو هينريكز هو صحفي وسياسي تشيلي، ولد في 20 يوليو 1769 في فالديفيا في تشيلي، وتوفي في 16 مارس 1825 في سانتياغو في تشيلي. انتخب President of the Senate of Chile ‏ وانتخب عضو مجلس النواب التشيلي ‏.